# 三江源
三江源地处青藏高原的青海省，因属长江、黄河、澜沧江（湄公河）三大水系发源地而得名。该地区平均海拔4000米以上；区域范围涉及16个县和1个乡；总面积36.3万平方公里，约占青海全省面积的50.4%。2000年5月青海省成立三江源自然保护区，2003年1月国务院批准为国家级自然保护区。2016年，该地成为首个中华人民共和国国家公园。2021年10月12日，三江源国家公园正式設立。

## 地域范围

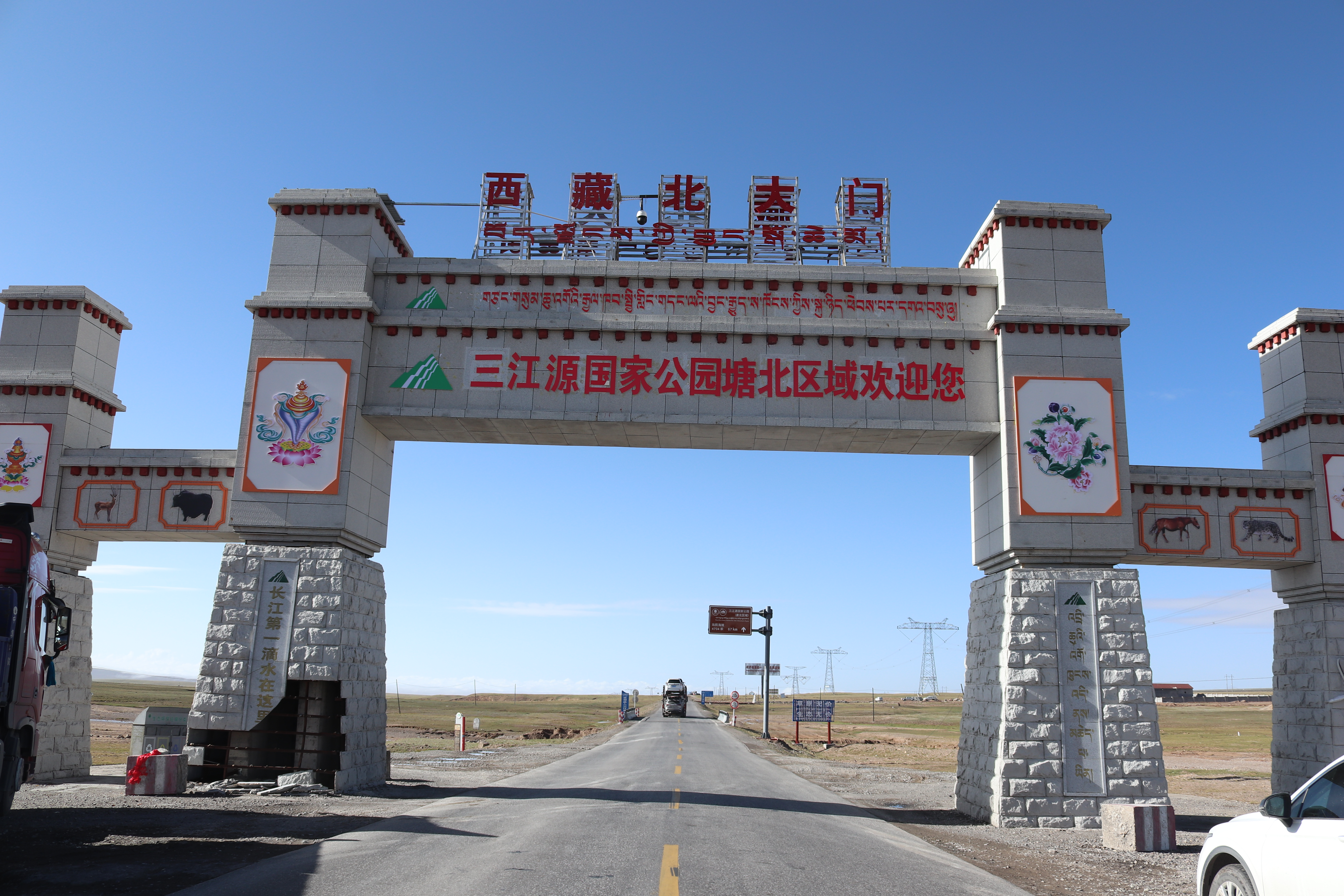
109国道唐古拉山乡

依照行政区划划分，地域范围为玉树藏族自治州和果洛藏族自治州全境，所属海南藏族自治州的2县、所属黄南藏族自治州的2县和所属海西蒙古族藏族自治州的格尔木市唐古拉山乡。
- 玉树藏族自治州1市5县：
  - 玉树市
  - 杂多县
  - 称多县
  - 治多县
  - 囊谦县
  - 曲麻莱县
- 果洛藏族自治州6个县：
  - 玛沁县
  - 班玛县
  - 甘德县
  - 达日县
  - 久治县
  - 玛多县
- 海南藏族自治州2个县：
  - 兴海县
  - 同德县
- 黄南藏族自治州2个县：
  - 泽库县
  - 河南蒙古族自治县
- 海西蒙古族藏族自治州的格尔木市所属唐古拉山乡

## 地理
三江源地区，地处青藏高原腹地，区内或临近可可西里、阿尔金山和羌塘自然保护区。地理上，北有昆仑山脉，西为可可西里，东有巴颜喀拉山脉，南为唐古拉山脉；境内有2000余座山峰，多为雪山和冰川。冰川总面积超过5000平方公里，储水量约4000亿立方米；湖泊总面积超过5000平方公里，0.5平方公里以上的湖泊188个。境内分布高原湿地、高原沼泽和湖泊、高原草甸以及种类繁多的野生动物和植物资源。

## 人口
三江源地区人口约59万人（2002年），以牧业人口为主，为40.89万人；民族以藏族为主，约占90％左右，其他民族为汉族、回族、撒拉族、土族和蒙古族等民族。

## 动物资源
动物以兽类、鸟类多，两栖类和爬行类物种组成简单，种群数量相对较小。
- 兽类，共有85种兽类，重要种群有白唇鹿、马鹿、马麝、岩羊、猕猴、毛冠鹿、豹、小熊猫、野猪、豺、狼、黄鼬等；
- 鸟类，16目41科237种，其中珍稀物种有白马鸡、蓝马鸡、血雉、雉鹑、斑尾臻鸡、绿尾虹雉、高原山鹑、环颈雉、藏雪鸡、岩鸽、红隼、鸳、胡兀鹫等；
- 两栖类7种，珍稀物种有西藏蟾蜍、大蟾蜍、花背蟾蜍、中国林蛙、西藏山溪鲵等；
- 爬行类8种，主要为青海沙蜥、秦岭滑蜥、枕纹锦蛇和蝮蛇等。

## 植物资源
植物种类以寒温性的针叶林为主，包括针叶林、阔叶林、针阔混交林、灌丛、草甸、草原、沼泽及水生植物、垫状和稀疏植物九个类型；以北温带植物群落为主。区内有油麦吊云杉、红花绿绒蒿、虫草3种国家二级保护植物、列入国际贸易公约附录Ⅱ的兰科植物31种、青海省级重点保护植物34种。
- 森林树类，有川西云杉、紫果云杉、红杉、祁连圆柏、大果圆柏、塔枝圆柏、密枝圆柏、白桦、红桦和糙皮桦等；
- 灌丛植被，有杜鹃、山柳、沙棘、金露梅、锦鸡儿、锈线菊和水荀子等。

## 旅游
- 鄂陵湖（淡水湖，果洛州）
- 托索湖（果洛州）
- 星宿海（玉树州）
- 扎陵湖（淡水湖，果洛州）

- 莫格德哇遗址（果洛州）
- 格萨尔王狮龙宫殿（果洛州）
- 勒巴沟岩画（玉树州）
- 玛玉文化中心（果洛州）
- 牛头碑（果洛州）
- 新寨嘛呢城（玉树州，博物馆）
- 勒巴沟嘛呢山（玉树州）
- 唐蕃古道
- 文成公主庙（玉树州，禅古寺）

- 白玉寺（果洛州）
- 查朗寺（果洛州）
- 多卡寺（果洛州）
- 结古寺（玉树州）
- 拉加寺（果洛州）

- 可可西里自然保护区
- 坎布拉国家森林公园
- 隆宝滩自然保护区（玉树州）
- 仁玉原始森林（果洛州）
- 玛可河原始森林（果洛州）

- 巴颜喀拉山（玉树州）

- 阿尼玛卿峰（雪山，海拔6282米，果洛州）
- 年保玉则峰（果洛州）

### 探险
- 长江源
- 黄河源
- 澜沧江源
- 可可西里无人区

### 引用
1. ↑  李慧. . 光明网. 北京.   [2017-09-30]. （原始内容存档于2017-09-30） （中文（中国大陆））.
2. ↑  胡俊. . 中国网. 北京.   [2017-09-30]. （原始内容存档于2017-09-30） （中文（中国大陆））.
3. ↑  .   [2021-10-12]. （原始内容存档于2021-10-27）.